# 横田耕一
横田 耕一（よこた こういち、1939年（昭和14年）2月17日 - ）は、日本の法学者。専門は憲法。九州大学名誉教授。流通経済大学特例教授。高知県出身。クリスチャン。芦部信喜門下。

## 略歴
- 1963年（昭和38年） 国際基督教大学教養学部卒業。
- その後、東京大学大学院法学政治学研究科に進学、1965年（昭和40年）東京大学法学修士[3]。東京大学大学院法学政治学研究科博士課程単位取得退学。
- 1968年（昭和43年） 九州大学教養部講師。
- 1969年（昭和44年） 九州大学教養部助教授。
- 1983年（昭和58年） 九州大学教養部教授。
- 2002年（平成14年） 九州大学定年退職。流通経済大学法学部教授。
- 2010年（平成22年） 流通経済大学法学部特例教授。

## 学会・社会的活動
全国憲法研究会運営委員、憲法理論研究会運営委員、日本学術会議公法学研究連絡委員会委員、福岡県婦人問題懇話会委員、春日市個人情報保護審議会副会長等を歴任。

## 著書

### 単著
- 『象徴天皇制と人権』（部落解放研究所〈人権ブックレット21〉、1990年）
- 『憲法と天皇制』（岩波書店〈岩波新書〉、1990年）
- 『アメリカの平等雇用――アファーマティヴ・アクション』（部落解放研究所〈人権ブックレット27〉、1991年）
- 『人権とは何か』（福岡県人権研究所〈ブックレット菜の花11〉、2006年）

### 共著
- （針生誠吉）『国民主権と天皇制』（法律文化社〈現代憲法大系〉、1983年）

### 共編著
- （江橋崇）『象徴天皇制の構造――憲法学者による解読』（日本評論社、1990年）
- （高見勝利）『ブリッジブック憲法』（信山社出版〈ブリッジブックシリーズ〉、2002年）
- （松本健男・江橋崇・友永健三）『これからの人権保障――高野眞澄先生退職記念』（有信堂高文社、2007年）

## 論文
- 「中華人民共和国新憲法をめぐる若干の問題」『法政研究』第42巻第2・3号（1975年）
- 「制憲前後の天皇像――象徴天皇制の解釈における”連続性”と”断絶性”序説」『法政研究』第45巻第1号（1978年）